# Саичик
Саичик — река на полуострове Камчатка в России.
Длина реки — 131 км. Площадь водосборного бассейна — 928 км². Впадает в Охотское море.
Гидроним предположительно имеет ительменское происхождение.
По данным государственного водного реестра России относится к Анадыро-Колымскому бассейновому округу.

## Притоки
Объекты перечислены по порядку от устья к истоку.
- 14 км: река без названия
- 54 км: река без названия
- 58 км: река без названия
- 67 км: река без названия
- 81 км: Куякон
- 117 км: река без названия